# Звонко Миленковић
Звонко Миленковић (Крушевац, 8. мај 1956 — Београд, 17. септембар 2008) био је српски музичар и члан групе „Рокери с Мораву“ у којој је био познат као Сисоје.

## Биографија
Заједно са Борисом Бизетићем изводио је песме групе „Рокери с Мораву“. У групи је био од оснивања, 1977. године, па до прекида, 1991. Група се поново окупила и објавила албум „Пројекат“ 2006. године, а Бизетић и Миленковић су били једини чланови. Појавио се и у филмовима „Тесна кожа 2“ и „Тесна кожа 4“.
Миленковић и Бизетић су се упознали у војсци, у Ријеци, где су започели сарадњу. Миленковића је отац послао у Ријеку у војску, јер је то било најудаљеније место од Крушевца, како би га раздвојио од девојке у коју је Звонко био заљубљен. Како је емотиван човек, спријатељио се са Борисом који је разумео његову патњу. Ту је настала и прва песма, као и договор о будућој сарадњи.

## Каријера
По повратку у Крушевац, Звонко је почео да ради у комбинату, али је уследио позив од Бориса Бизетића за снимање. Звонко се обратио свом директору Мирославу Мишковићу са молбом да га пусти на неко време. Мишковић му је дао одобрење, као и могућност да се врати ако не успе.
Звонко Миленковић је отпевао већину песама групе „Рокери с Мораву“ (које је написао Борис Бизетић), глумио је у скечевима који су снимани за емисију „Бебевизија“ (ТВ Политика) и учествовао у многим емисијама, пројектима, спотовима. Као млад побеђивао је на разним такмичењима у певању народне музике.
После дуге и тешке болести умро је 17. септембра 2008. у првој хируршкој клиници у Београду.

## Филмографија
- Супермаркет (ТВ серија) (1984)
- Тесна кожа 2 (1987)
- Свемирци су криви за све (1991)
- Тесна кожа 4 (1991)
- Дама која убија (1992)